# Pjevice
Pjevice su podred reda vrapčarki. Obično ih se u sistematizaciji dalje dijeli na podredove Passerida i Corvida. Niže je navedena nepotpuna potpodjela pjevica.

## Corvida
- Lastavičarke (Artamidae)
- Pirgašice (Atrichornithidae)
- Kokaki (Callaeatidae)
- Gusjenicojedi (Campephagidae)
- Cinclosomatidae
- Australski puzavci (Climacteridae)
- Vrane (Corvidae)
- Corcoracidae
- Drongi (Dicruridae)
- Irenidae
- Svračci (Laniidae)
- Maluridae
- Medari (Meliphagidae)
- Lirašice (Menuridae)
- Neosittidae
- Vuge (Oriolidae)
- Orthonychidae
- Pachycephalidae
- Rajčice, rajske ptice (Paradisaeidae)
- Pardalotidae
- Prionopidae
- Sjenice
- Petroicidae
- Pomatostomidae
- Vrtlarice (Ptilonorhynchidae)
- Sjenice mošnjarke (Remizidae)
- Turnagridae
- Vangidae
- Virei (Vireonidae)

## Passerida
- Dugorepe sjenice (Aegithalidae)
- Aegithinidae
- Ševe (Alaudidae)
- Kugare (Bombycillidae)
- Kardinali (Cardinalidae)
- Puzavci (Certhiidae)
- Chloropseidae
- Brljci (vodenkosovi) (Cinclidae)
- Cisticolidae
- Frulašice (Cracticidae)
- Drepanididae
- Imelašice (Dicaeidae)
- Strnadice (Emberizidae)
- Estrildidae
- Zebe (Fringillidae)
- Lastavice (Hirundinidae)
- Hypocoliidae
- Melanocharitidae
- Mimidae
- Pliske (Motacillidae)
- Muharice (Muscicapidae)
- Medosasi (Nectariniidae)
- Paramythiidae
- Parulidae
- Vrapci (Passeridae)
- Pletilje (Ploceidae)
- Peucedramidae
- Picathartidae
- Polioptilidae
- Prunellidae
- Ptilogonatidae
- Pycnonotidae
- Regulidae
- Brgljezi (Sittidae)
- Čvorci (Sturnidae)
- Grmuše (Sylviidae)
- Thraupidae
- Timaliidae
- Striježevci (Troglodytidae)
- Drozdovi (Turdidae)
- Bjelooke (Zosteropidae)

## Drugi projekti
|  | Zajednički poslužitelj ima stranicu o temi Pjevice |
|  | Wikivrste imaju podatke o taksonu Pjevicama        |